# 卢奇安·瓦西拉凯
卢奇安·瓦西拉凯（羅馬尼亞語：Lucian Vasilache，1954年12月4日—），罗马尼亚男子手球运动员。他曾代表罗马尼亚国家队参加1980年夏季奥林匹克运动会手球比赛，获得一枚铜牌。